# Mohammed Fal Ould Sidi
Mohammed Fal Ould Sidi fou emir de Trarza, fill de l'emir Sidi Mbaïrika Ould Mohammed i successor el 1886 del seu oncle Ali Diombot Ould Mohammed al que va assassinar. Les tribus marabútiques li foren hostils. El jove Ahmed Salum, fill de l'emir assassinat va fugir a Saint Louis del Senegal.
Amar Salum, germà de l'emir assassinat i darrer fill viu de Mohammed Al-Habib, estimava que segons l'ordre de successió de l'emirat, la dignitat emiral li corresponia a ell abans que al fill gran del germà gran. Es va retirar al campament de seu oncle matern, Mokhtar Ould Mohammed Ould Sid Ahmed, xeic dels Oulad Daman, i va reagrupar a tots els malcontents, va aconseguir atreure al visir Khayaroum, qui havia treballat ja pel seu germà Ahmed Salum I Ould Mohammed i després havia traït a Ali Diombot Ould Mohammed a favor de Mohammed Fal, que el va nomenar per això gran visir.
Els tres partits van entrar en lluita. Els germans de l'emir Ahmed Ould Deïd i Baba, foren successivament morts; la mort d'Ahmed Deïd fou amagada i durant temps es va creure que només havia resultat ferit. Després d'alternatives d'èxits i fracassos alternatius, Amar Salum va derrotar completament als partidaris del seu rival el desembre de 1886, però a Mohammed Fal no el va poder agafar. Llavors va fer córrer que estava disposat a una completa reconciliació i va oferir a reconèixer com emir al seu rival mitjançant determinades condicions a debatre, però que això ho havia de discutir personalment amb Mohammed al seu campament que estava situat enfront de Dagana. Els seguidors de Mohammed van pressionar al seu cap i aquest va acceptar; va tenir una bona acollida però a la mateixa nit fou assassinat a trets a la seva tenda.
Mohammed Fal va deixar dos fills: Sidi i Ahmed Ould Deïd. Amar V Salum Ould Mohammed el va succeir.